# Čiovo od uvale Orlice do rta Čiova
Čiovo od uvale Orlice do rta Čiova este o arie protejată (sit de importanță comunitară — SCI) din Croația întinsă pe o suprafață de 222,43 ha, integral marine.

## Localizare
Centrul sitului Čiovo od uvale Orlice do rta Čiova este situat la coordonatele 43°28′52″N 16°20′28″E / 43.481°N 16.341°E.

## Înființare
Situl Čiovo od uvale Orlice do rta Čiova a fost declarat sit de importanță comunitară în iulie 2013 pentru a proteja un număr necunoscut de specii din flora spontană și fauna sălbatică aflate în arealul zonei.

## Biodiversitate
Situată în ecoregiunea marină mediteraneană, aria protejată conține 4 habitate naturale: Recifuri, Bancuri de nisip acoperite în permanență slab de apă marină, Terase mlăștinoase și terase nisipoase neacoperite de apă la reflux, Straturi cu Posidonia (Posidonion oceanicae).
La baza desemnării sitului se află un număr nedeclarat de specii protejate.